# 云南驿古建筑群
云南驿古建筑群位于雲南省祥云县云南驿镇云南驿行政村。其地为云南县（汉）、云南郡（蜀汉、晋）故地，元明清时期设置“云南驿”故名。
云南驿古建筑群核心区位于云南驿村主道中部，由云南驿驿站、大马店、客栈、商铺等组成。现存古驿道、驿站、大马店、李家大院（一院至六院）、凤仪路口李家院、李家客栈、钱家客栈、郭家大院、钱家大院、钱家大院二院、天星竿、关圣殿、白马寺、李氏宗祠、钱氏宗祠、杨炳麟故居、164号钱家商铺、彩云路口钱家商铺、116号杨家商铺、186号刘家商铺、大粮仓等，主要建筑的年代为清中晚期。2001年，合为一项“云南驿古驿道及建筑”，公布为第四批祥云县文物保护单位；2013年，云南驿古建筑群、云南驿茶马古道分别公布为第七批全国重点文物保护单位。
古驿道现存约1720米，道宽3-5米。商铺位于古驿道两侧，通常为临街铺面与后院客栈组合的形式，呈“一门一窗一铺台”的格局。大马店是当地钱氏家族经营的兼具食宿、歇马、货物交易场所，现辟为云南马帮文化博物馆。关圣殿始建于明初，清咸丰同治年间毁于兵燹，光绪年间重建。钱氏宗祠建于晚清，1952年土地改革时分配给农户居住直至1997年迁出。郭家大院坐北向南，左右对称，院落式布局。杨炳麟故居始建于晚清，为双合三坊二照壁二进院。

## 图片

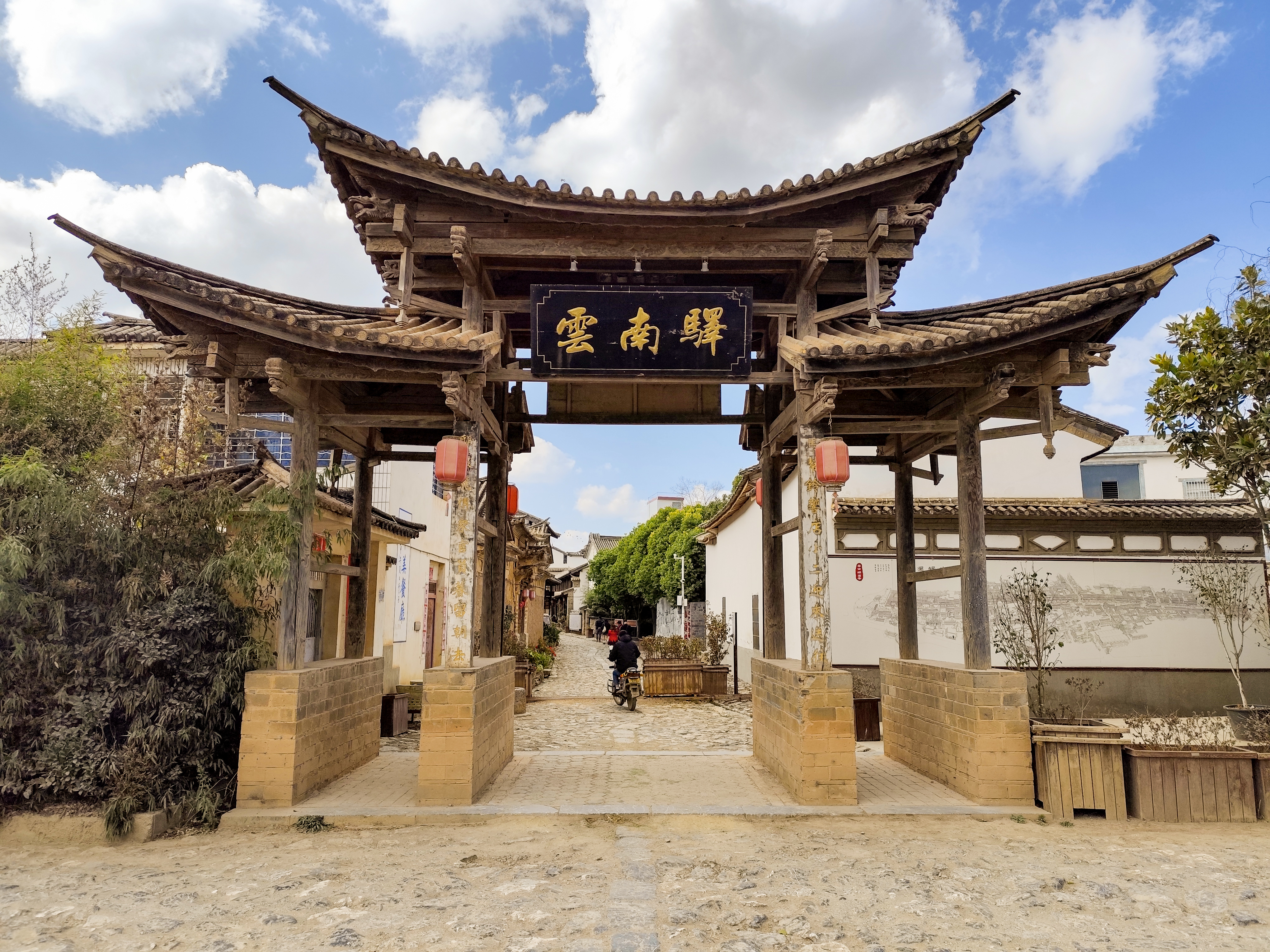
云南驿村入口
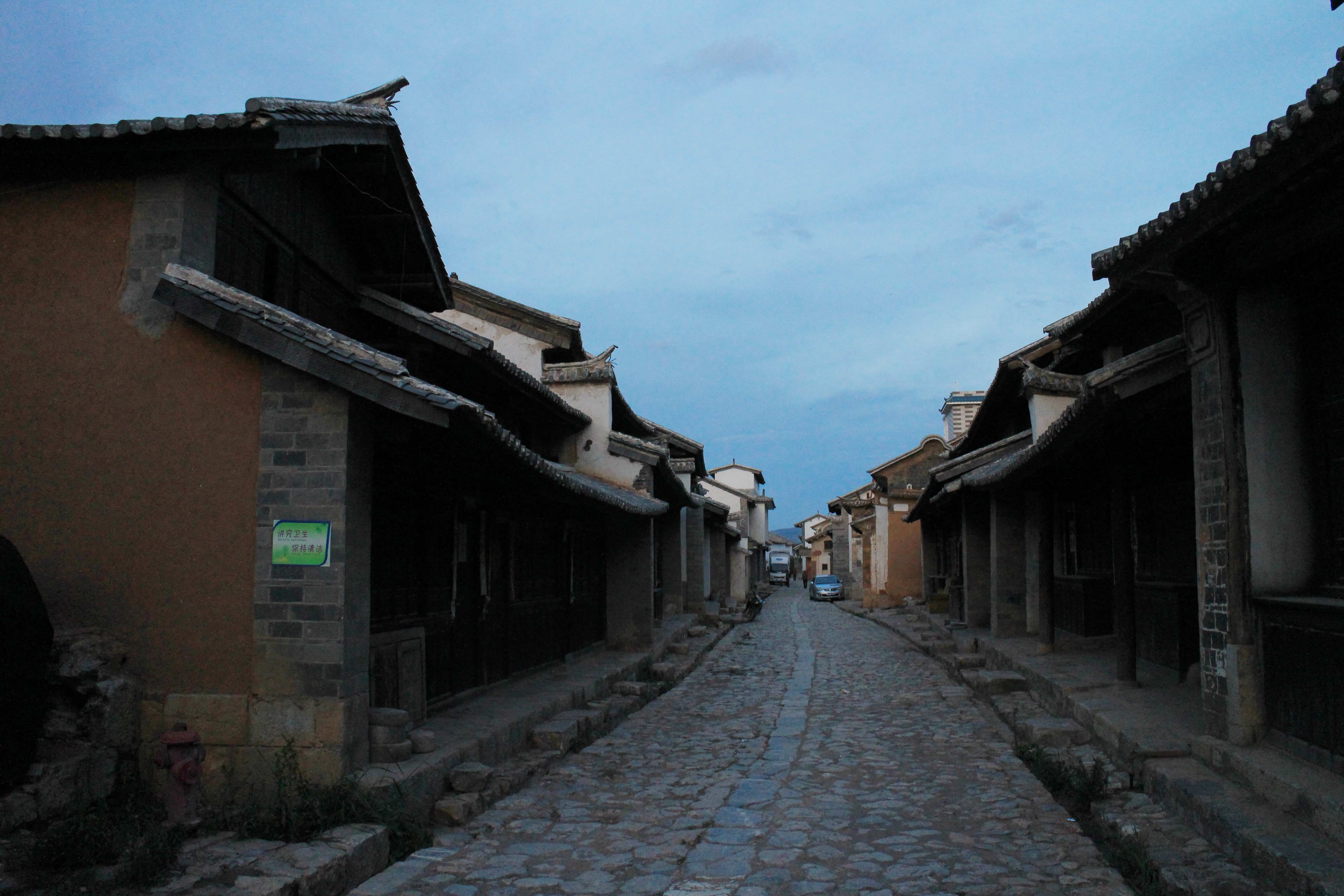
古驿道及沿街铺面
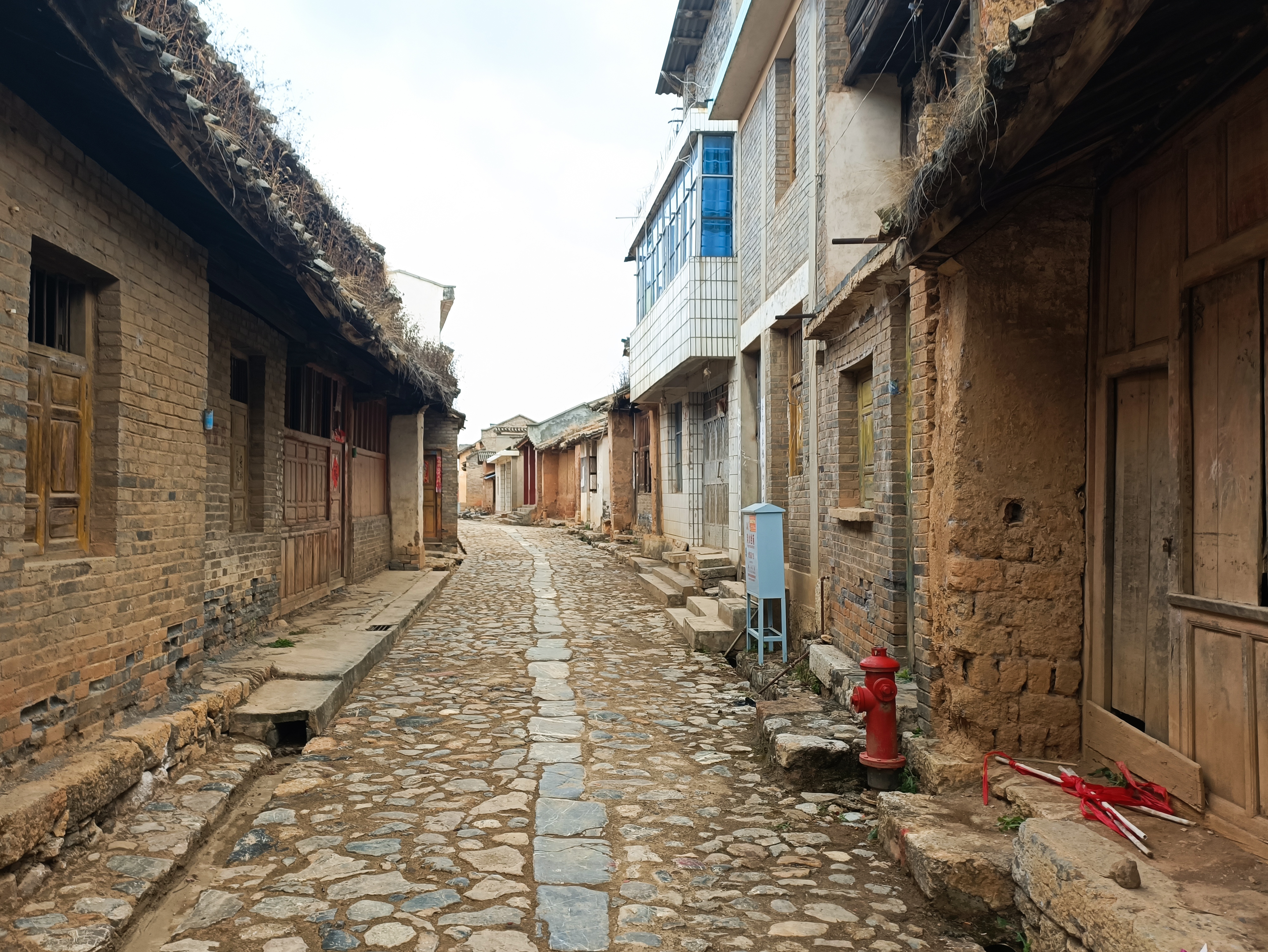
古驿道
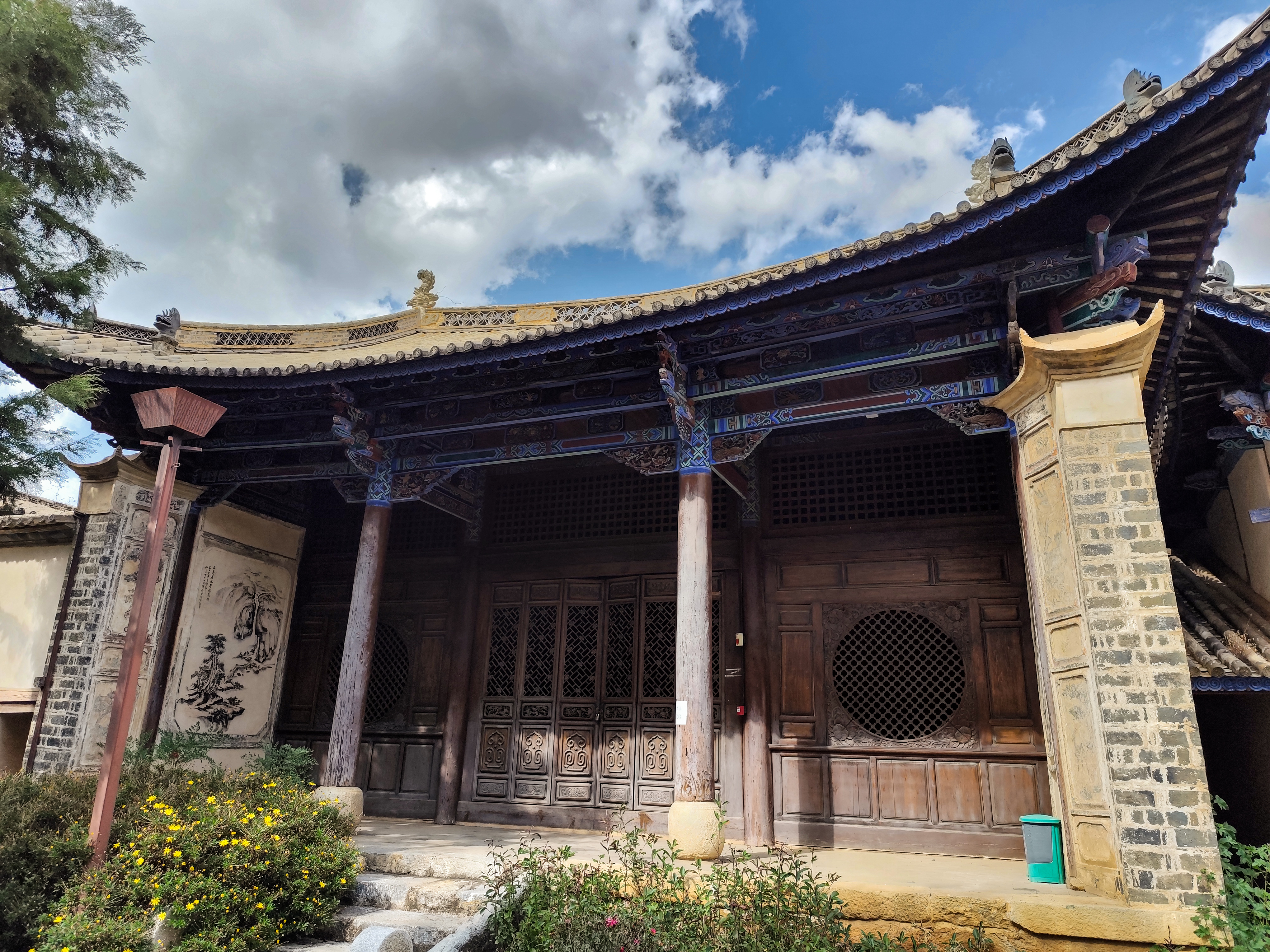
古驿站（岑公祠）
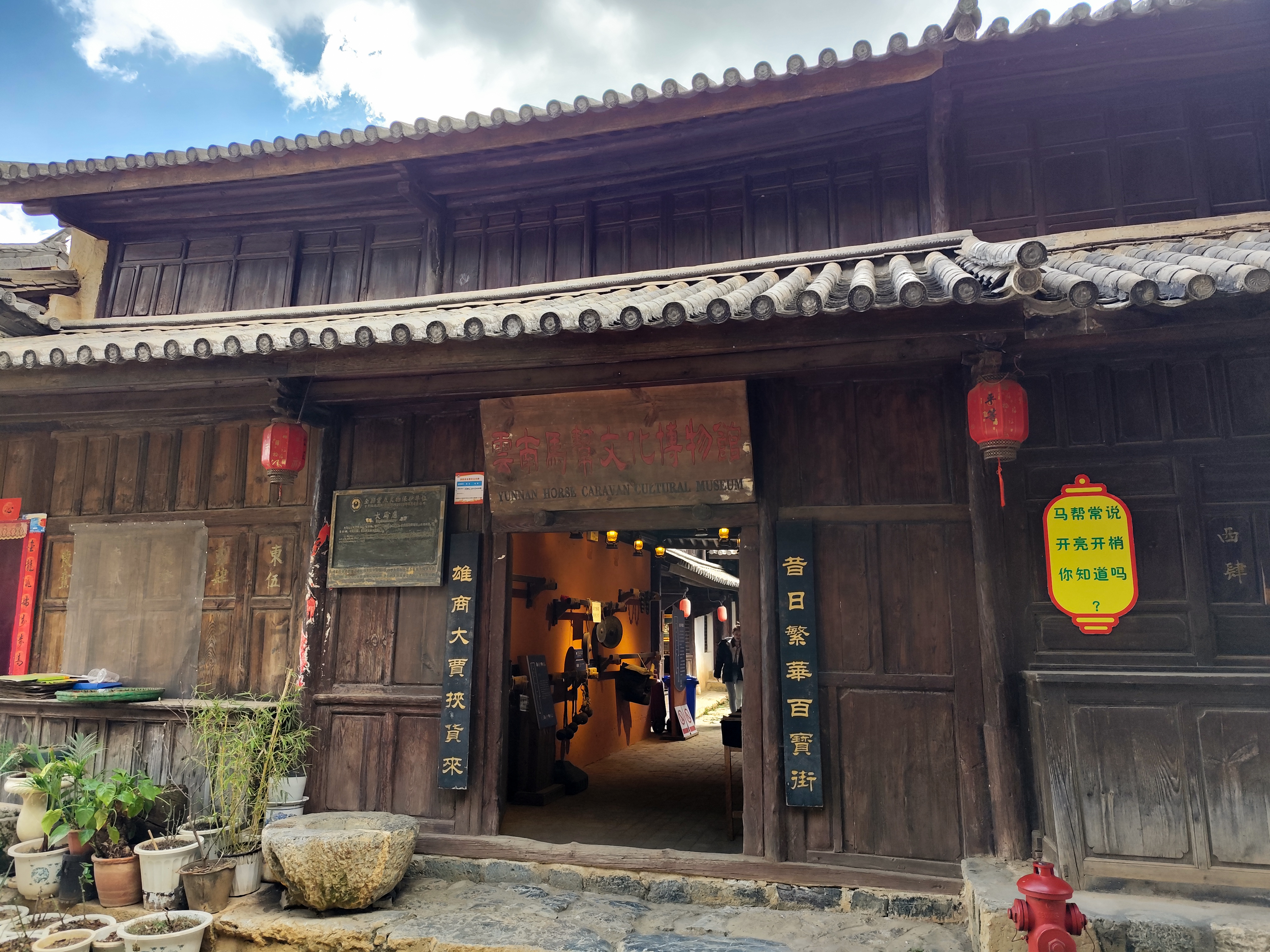
云南马帮文化博物馆（大马店）
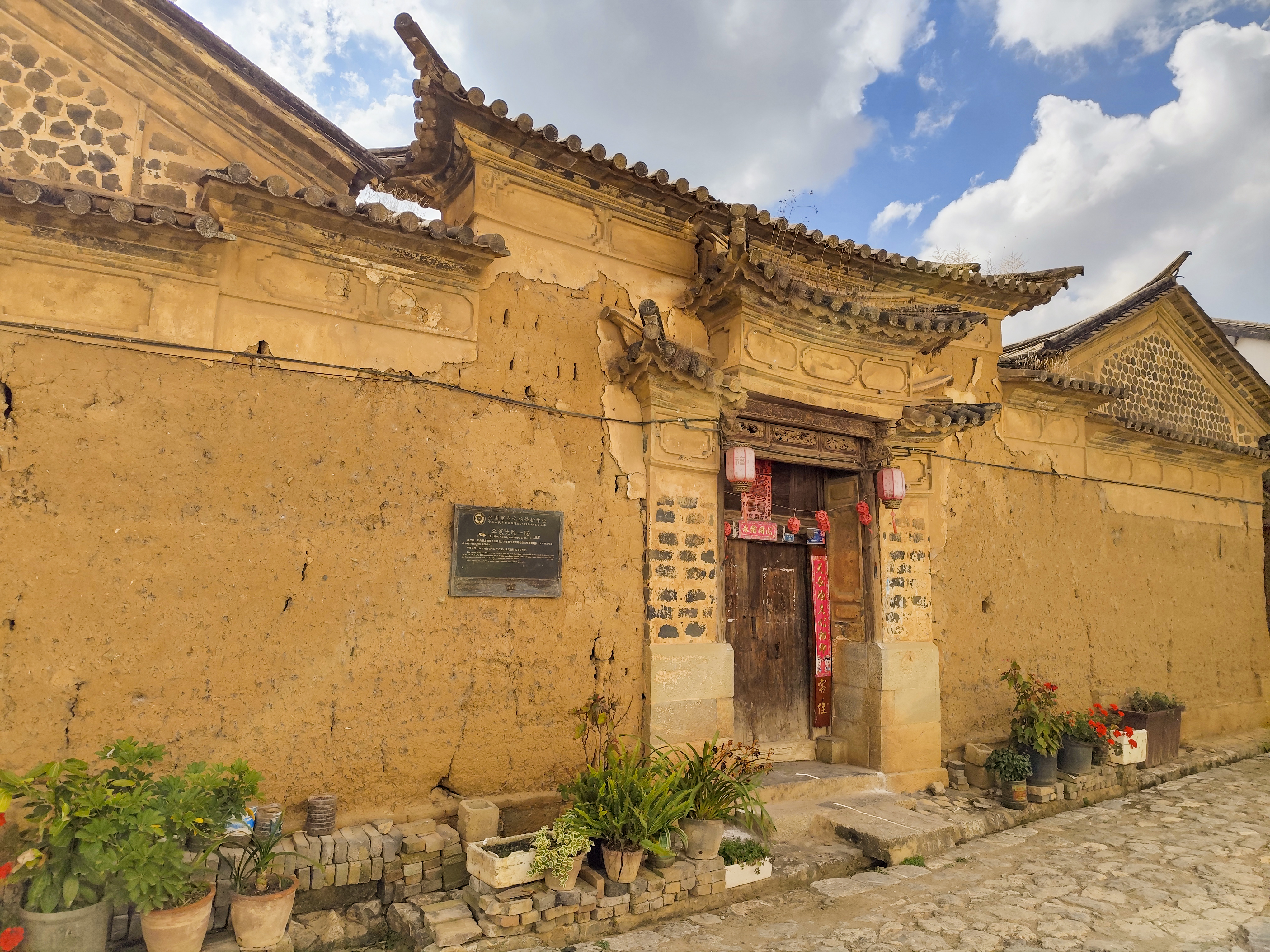
李家大院一院大门
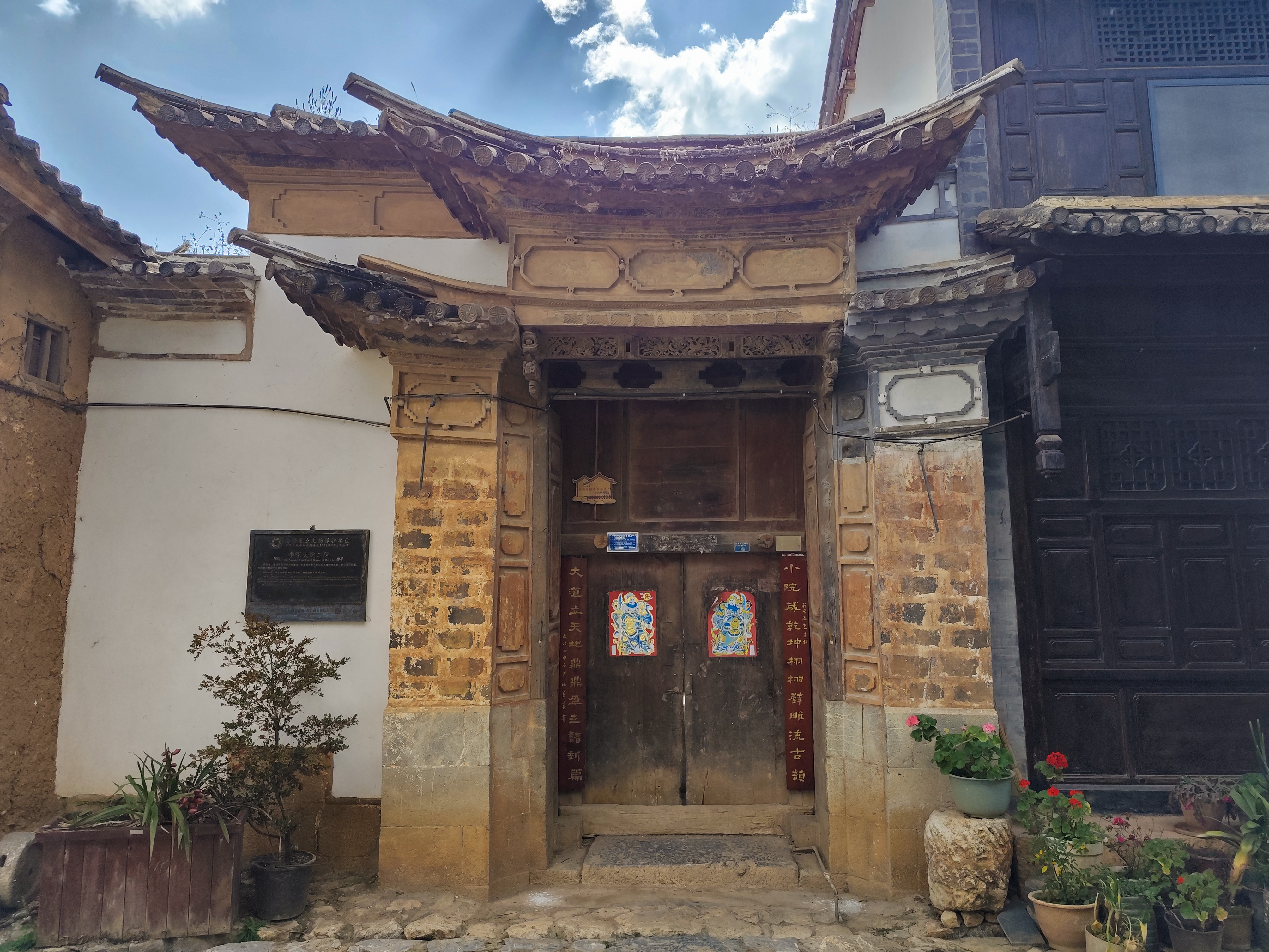
李家大院二院大门
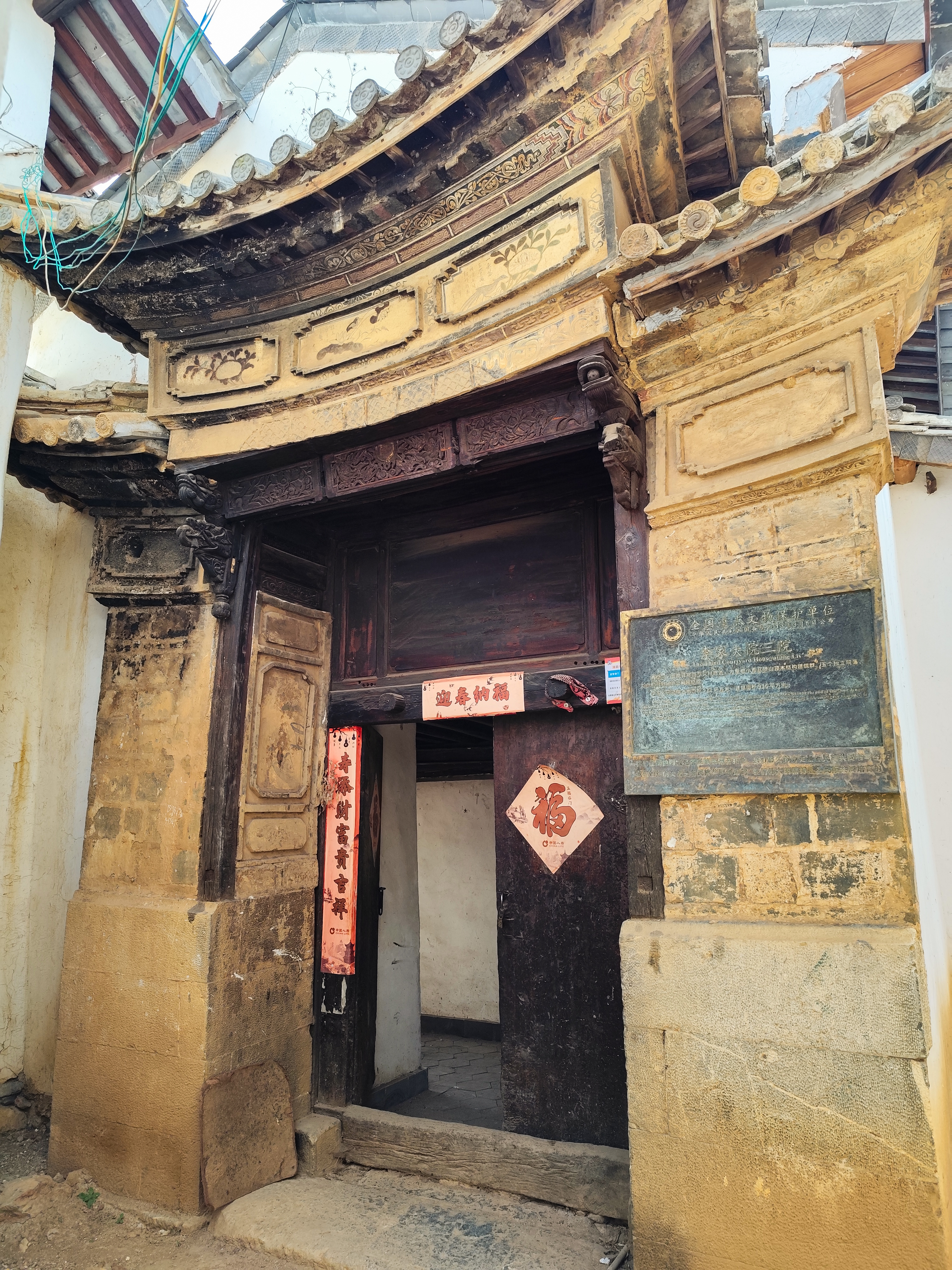
李家大院三院大门
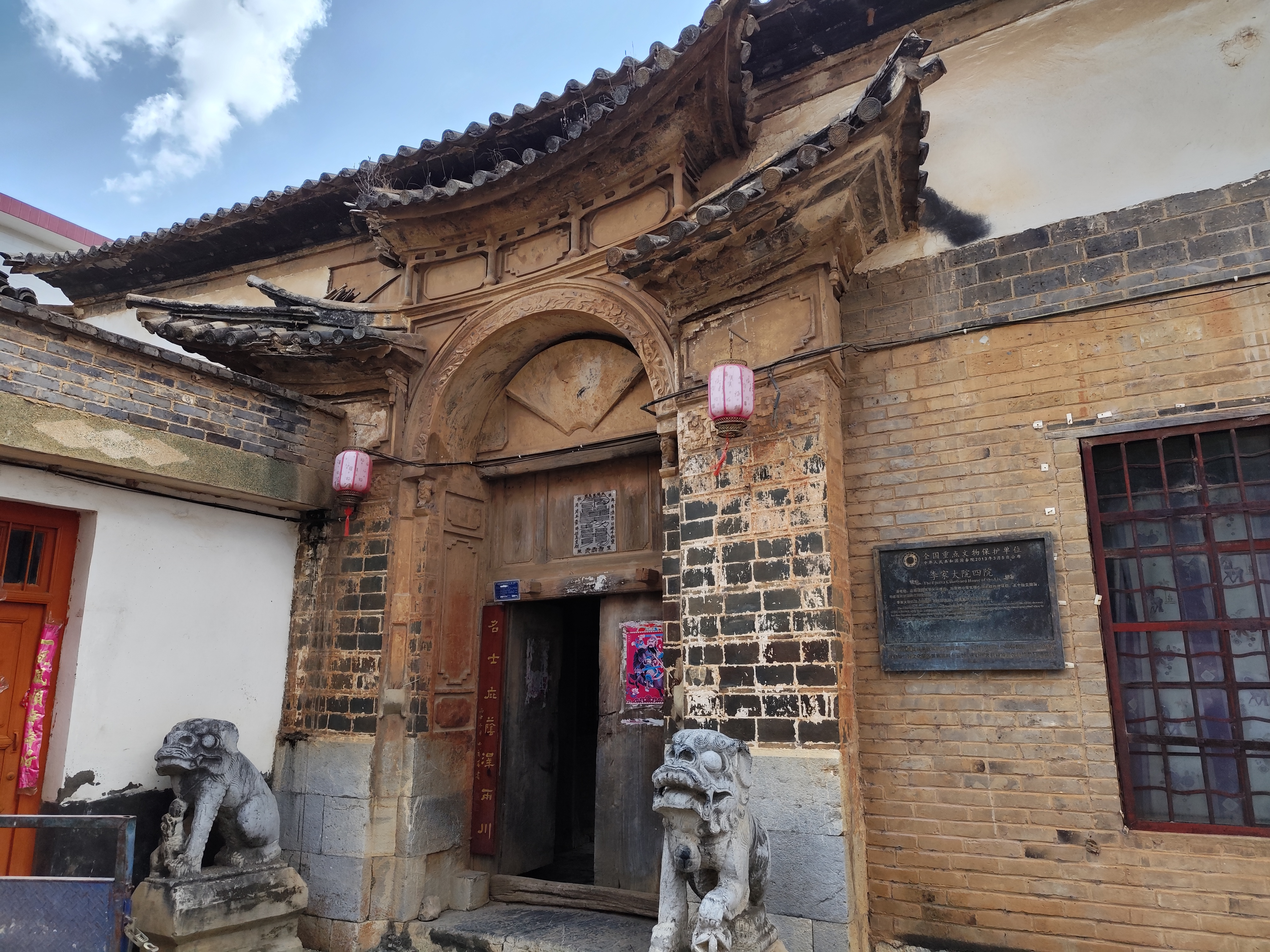
李家大院四院大门
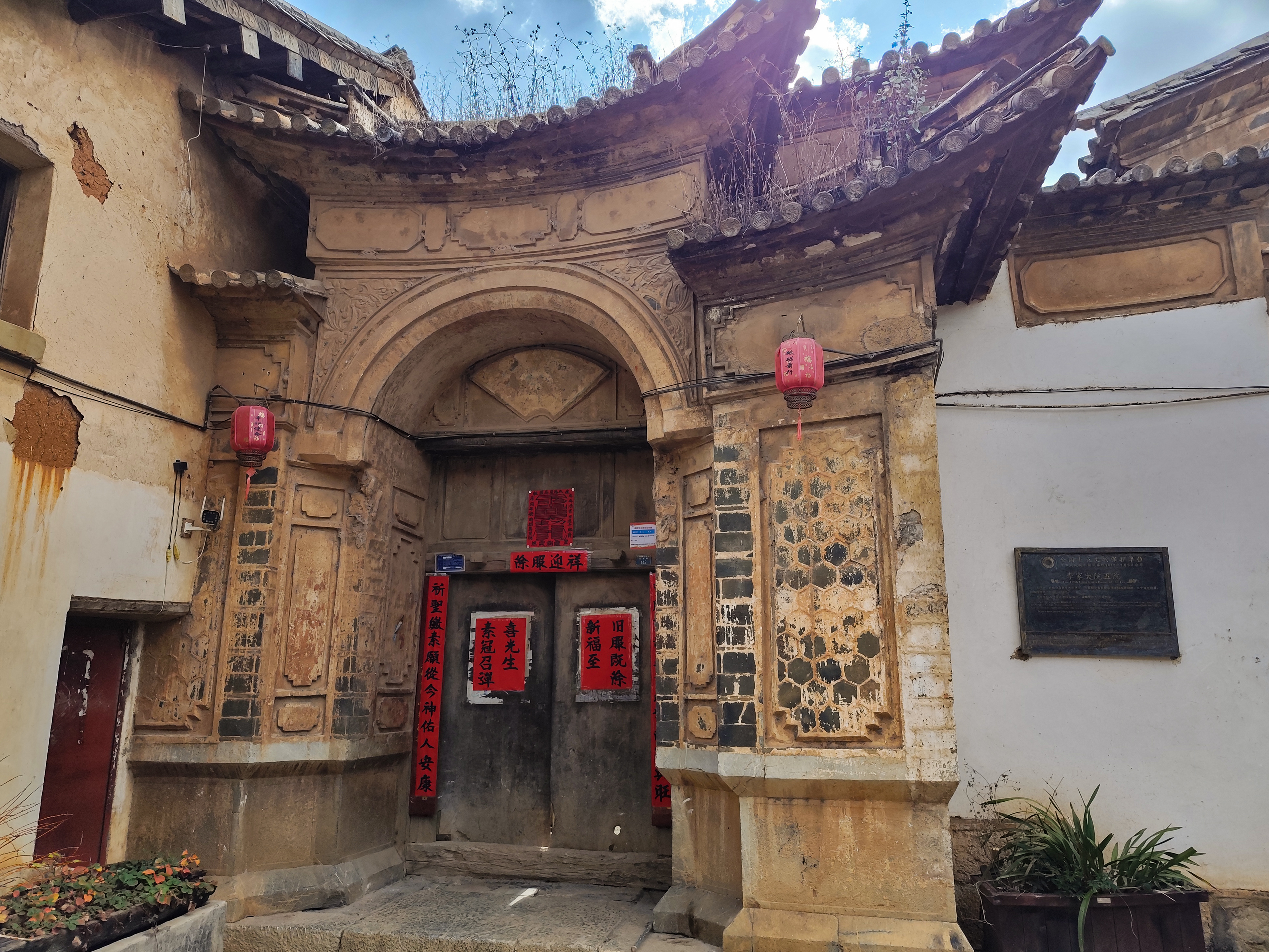
李家大院五院大门
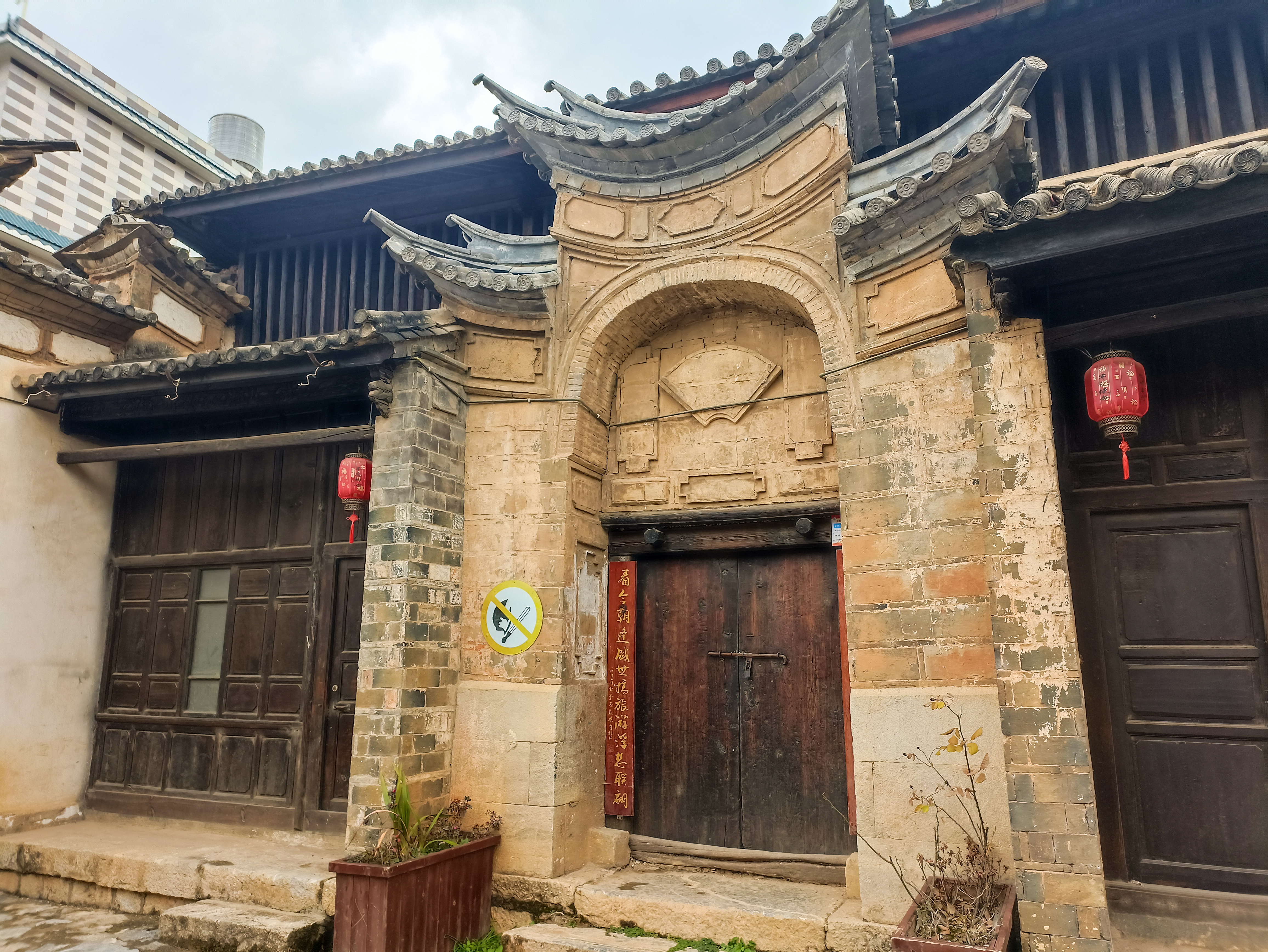
李家大院六院大门
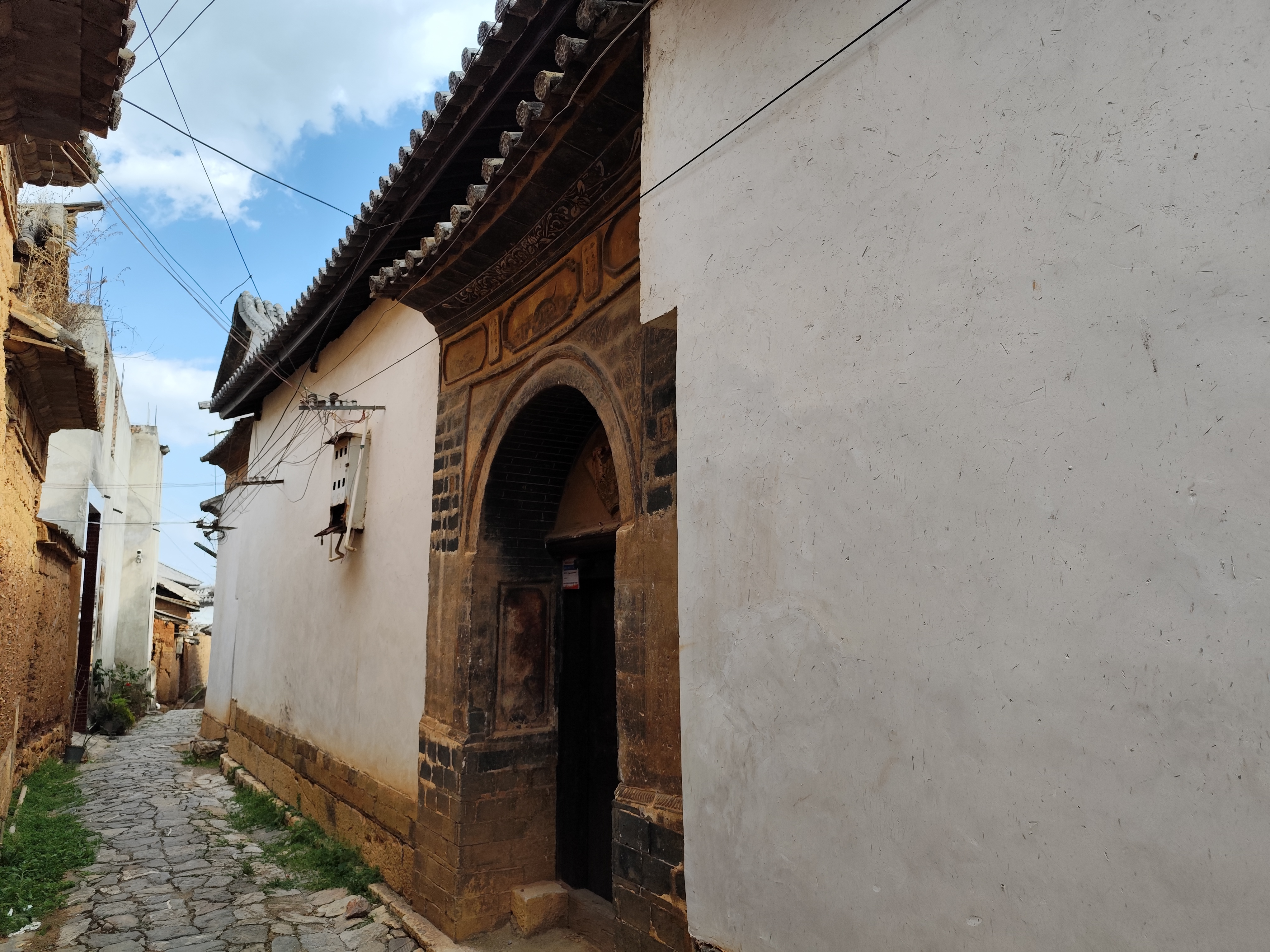
李家客栈
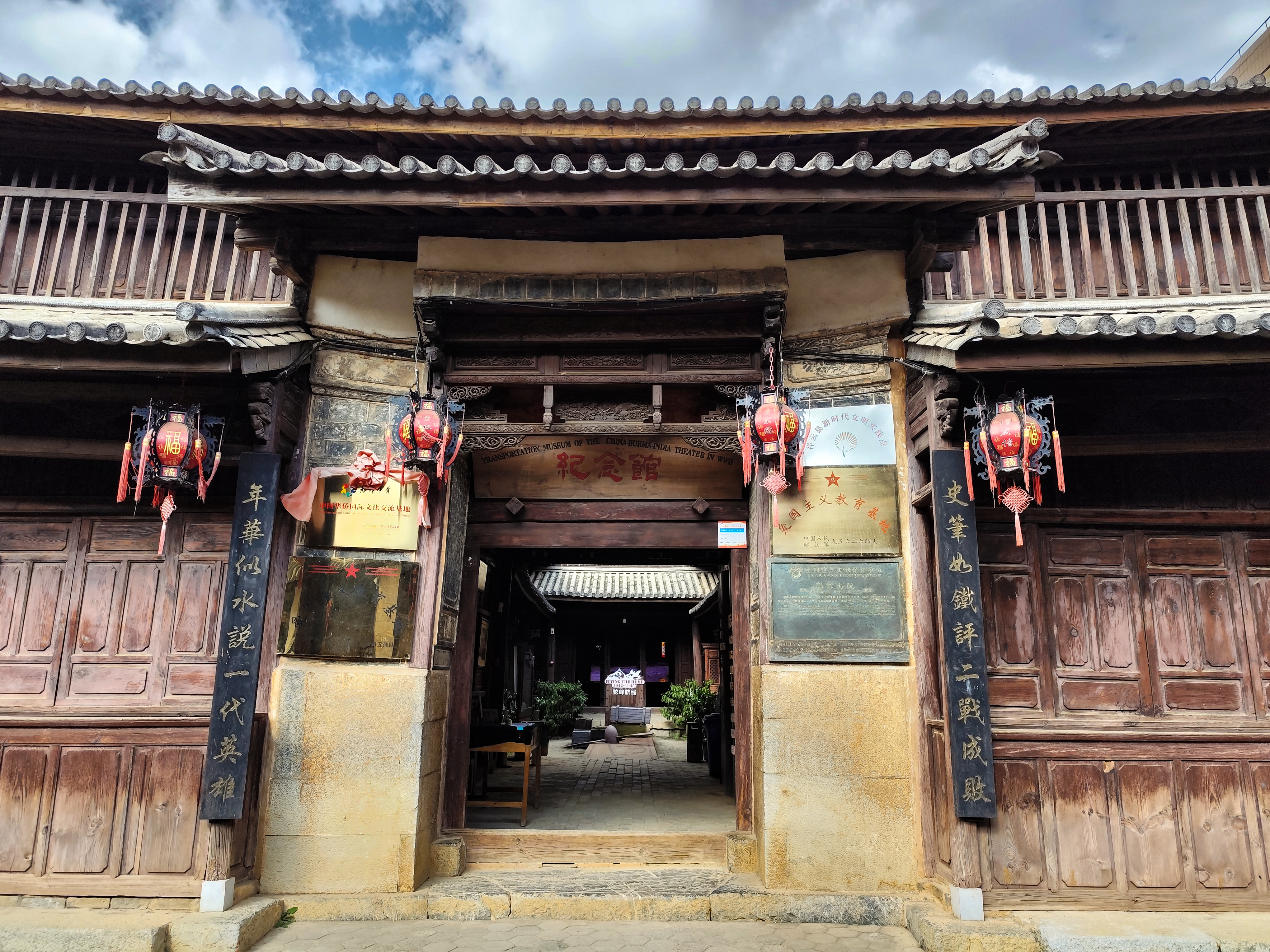
二战中印缅战区交通史纪念馆（郭家大院）
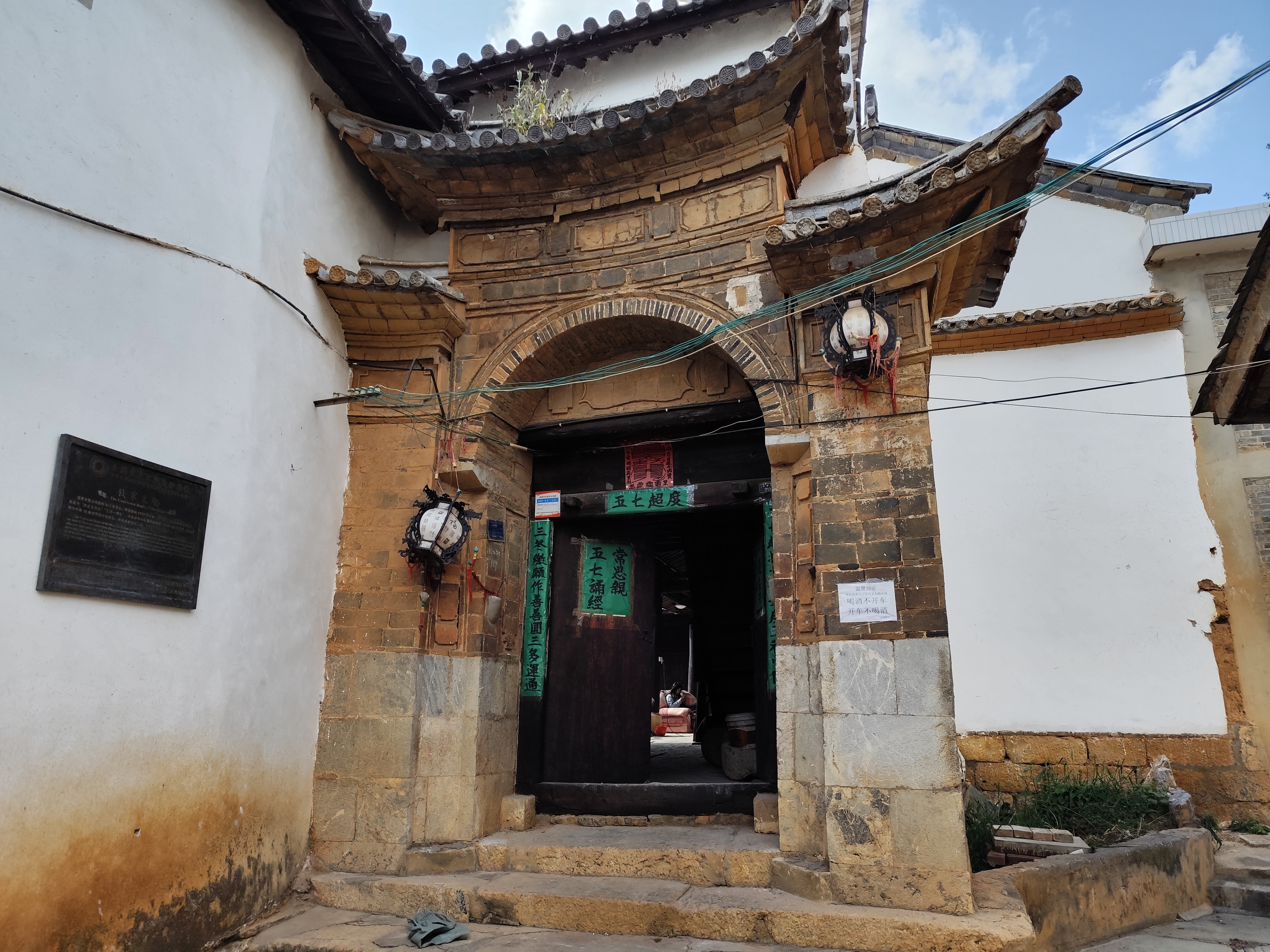
钱家大院
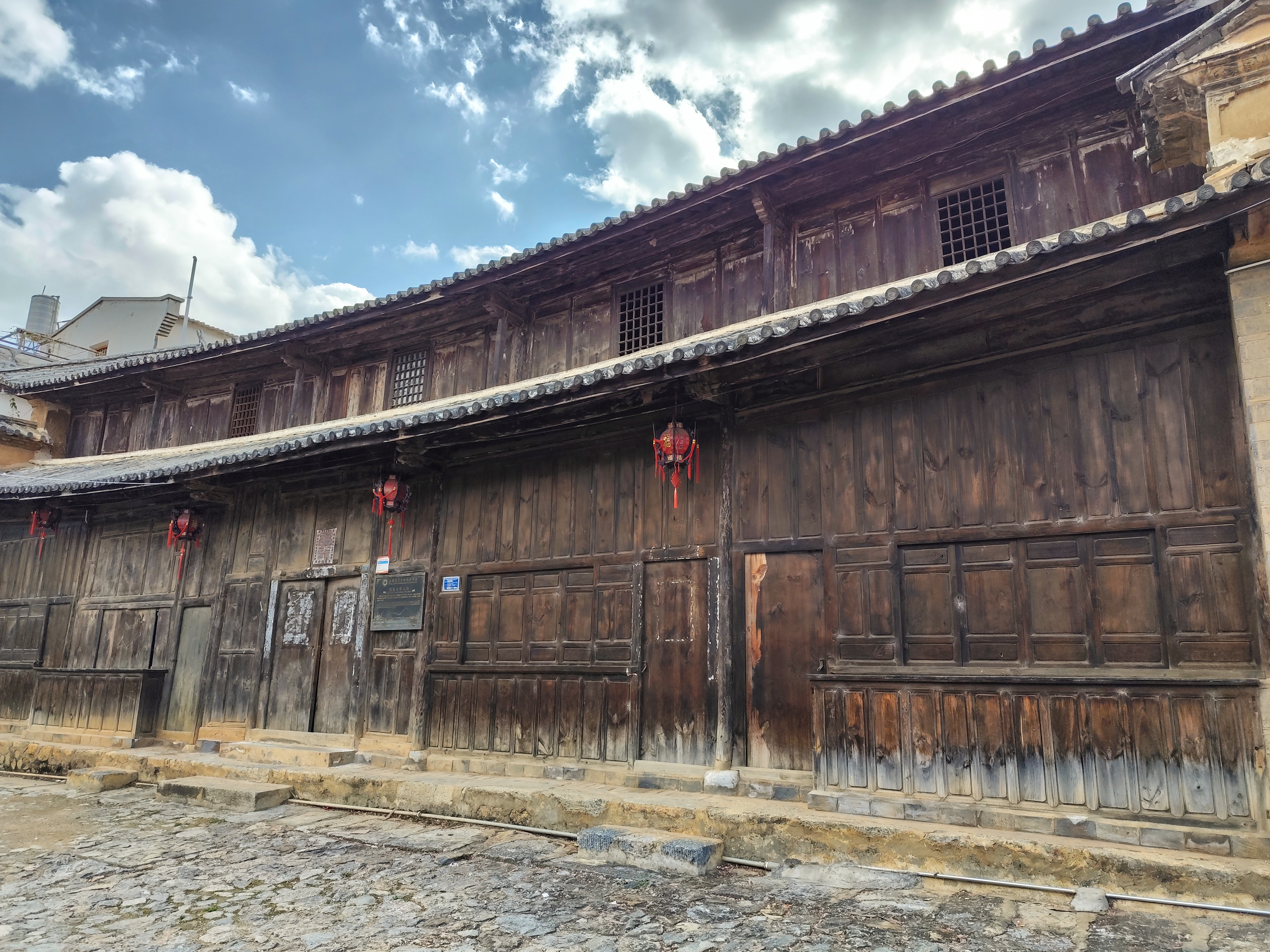
钱家大院二院
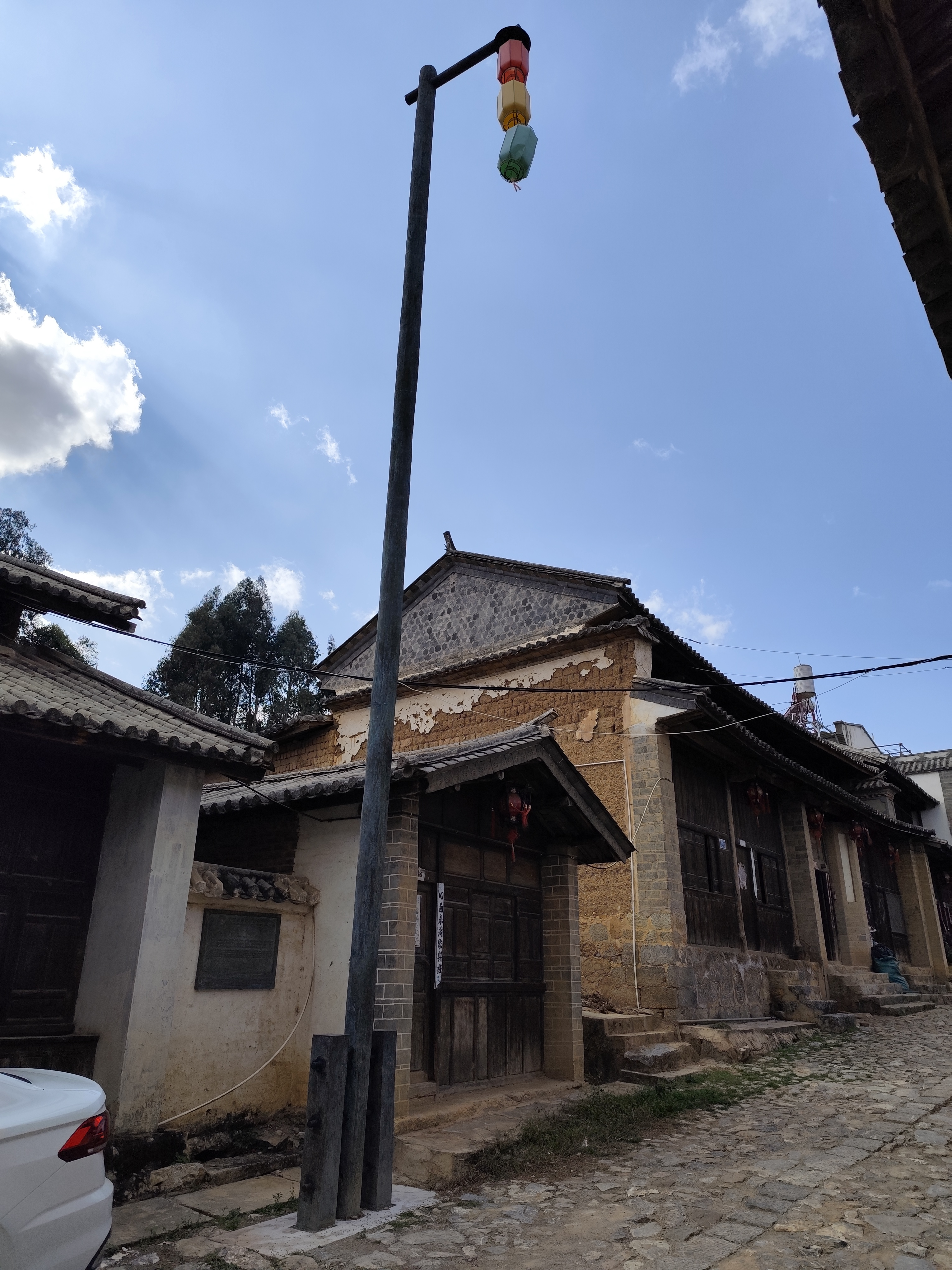
重建的天星竿
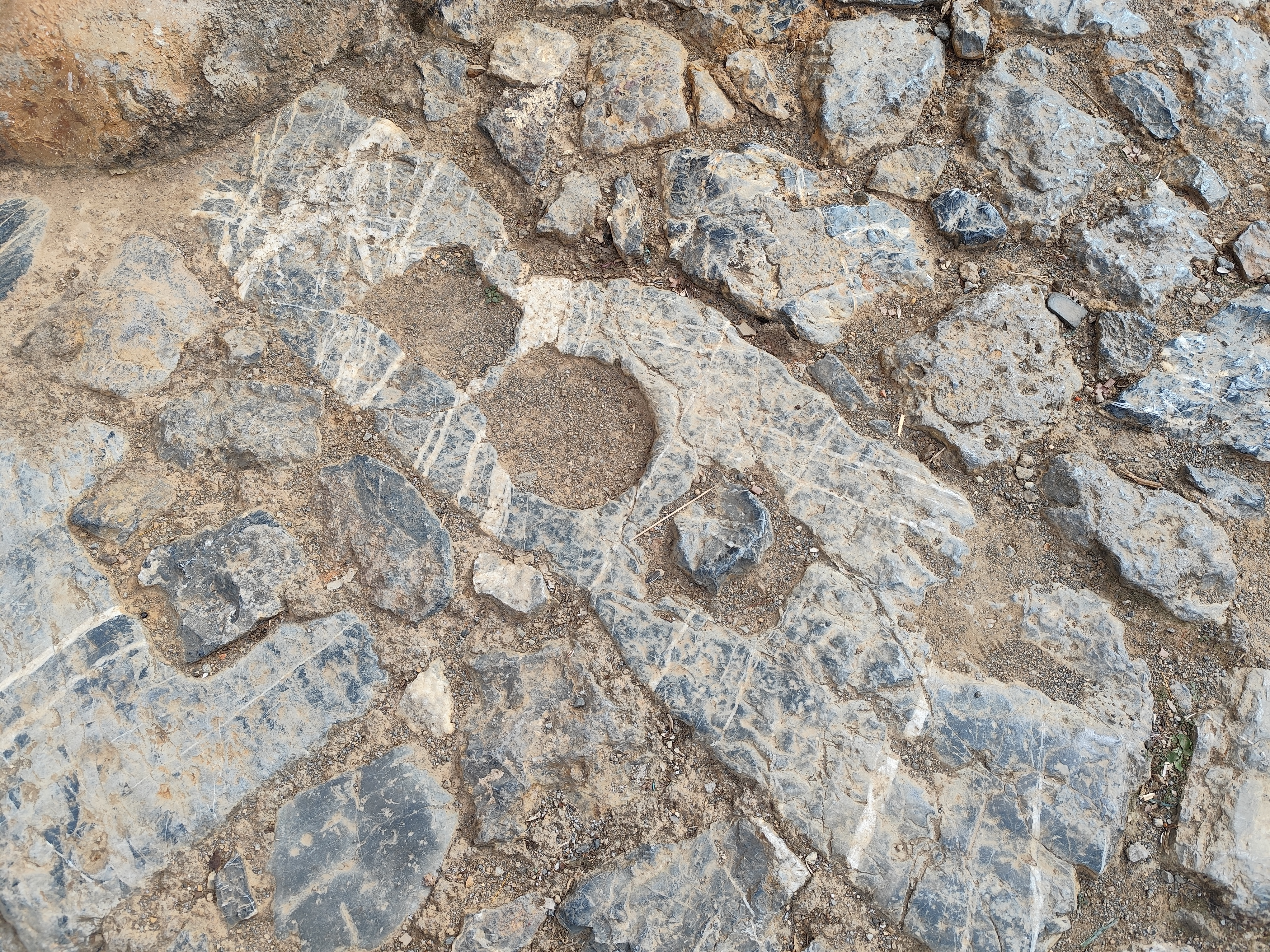
天星竿原基座
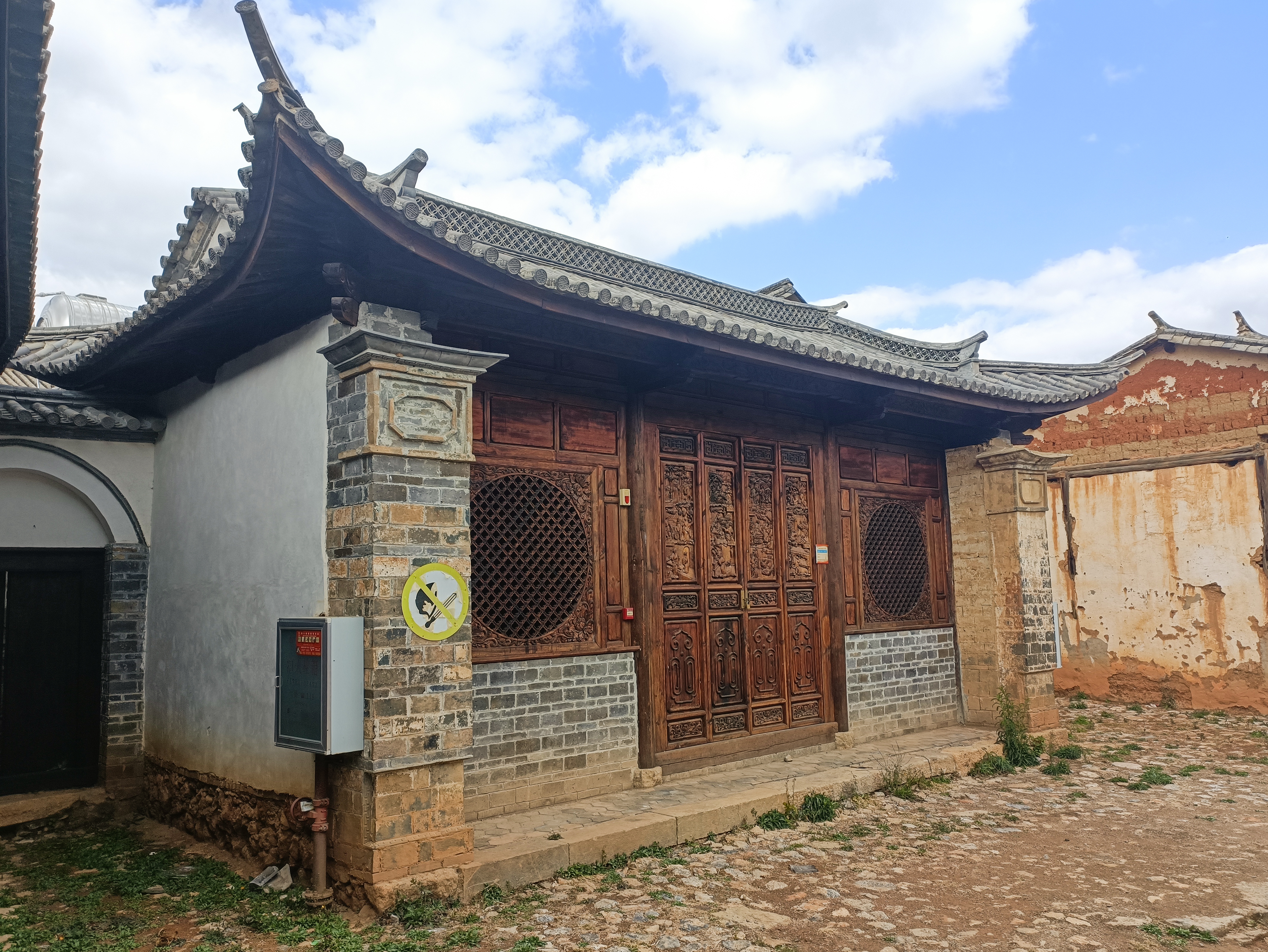
关圣殿
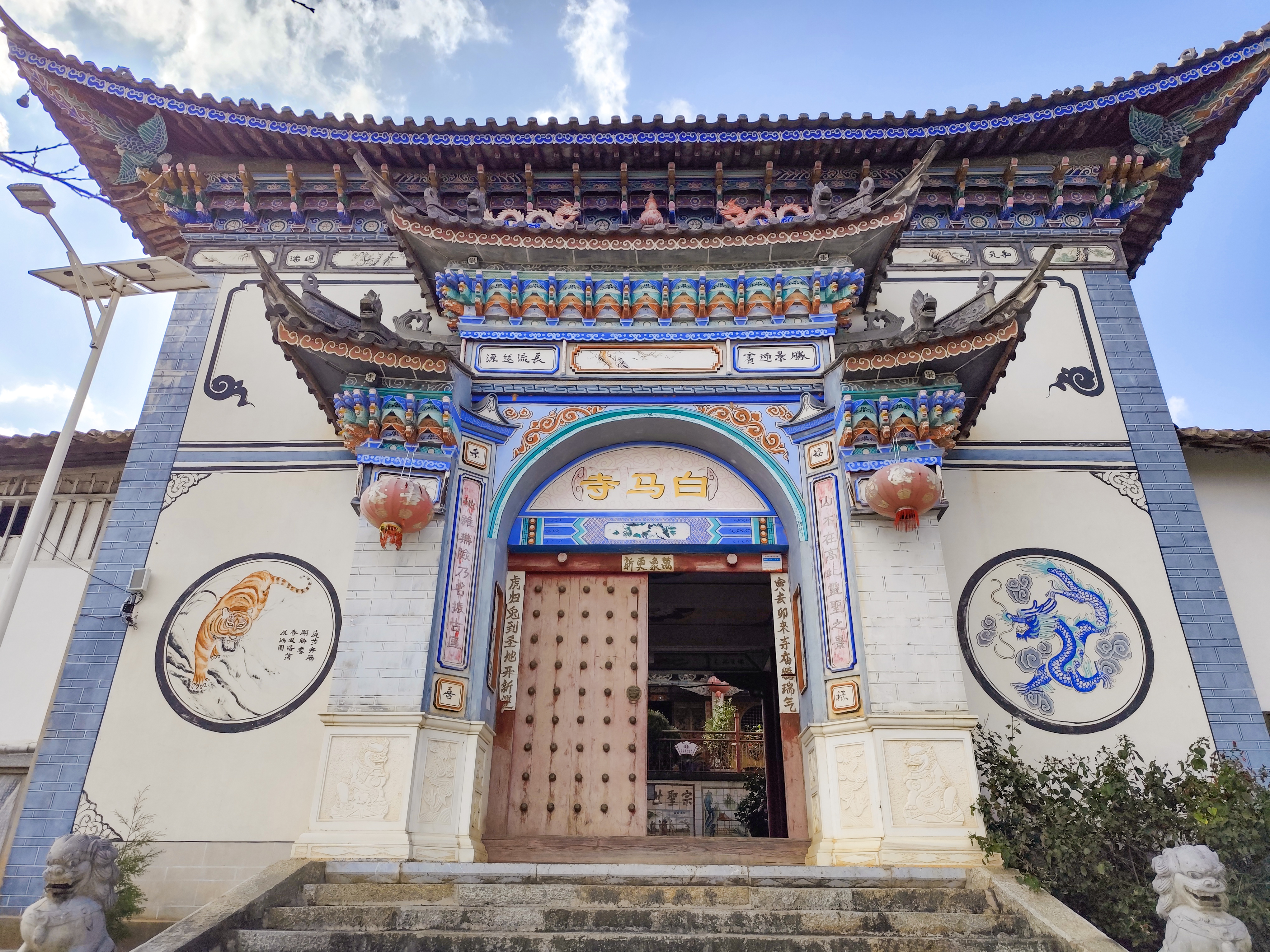
白马寺门楼
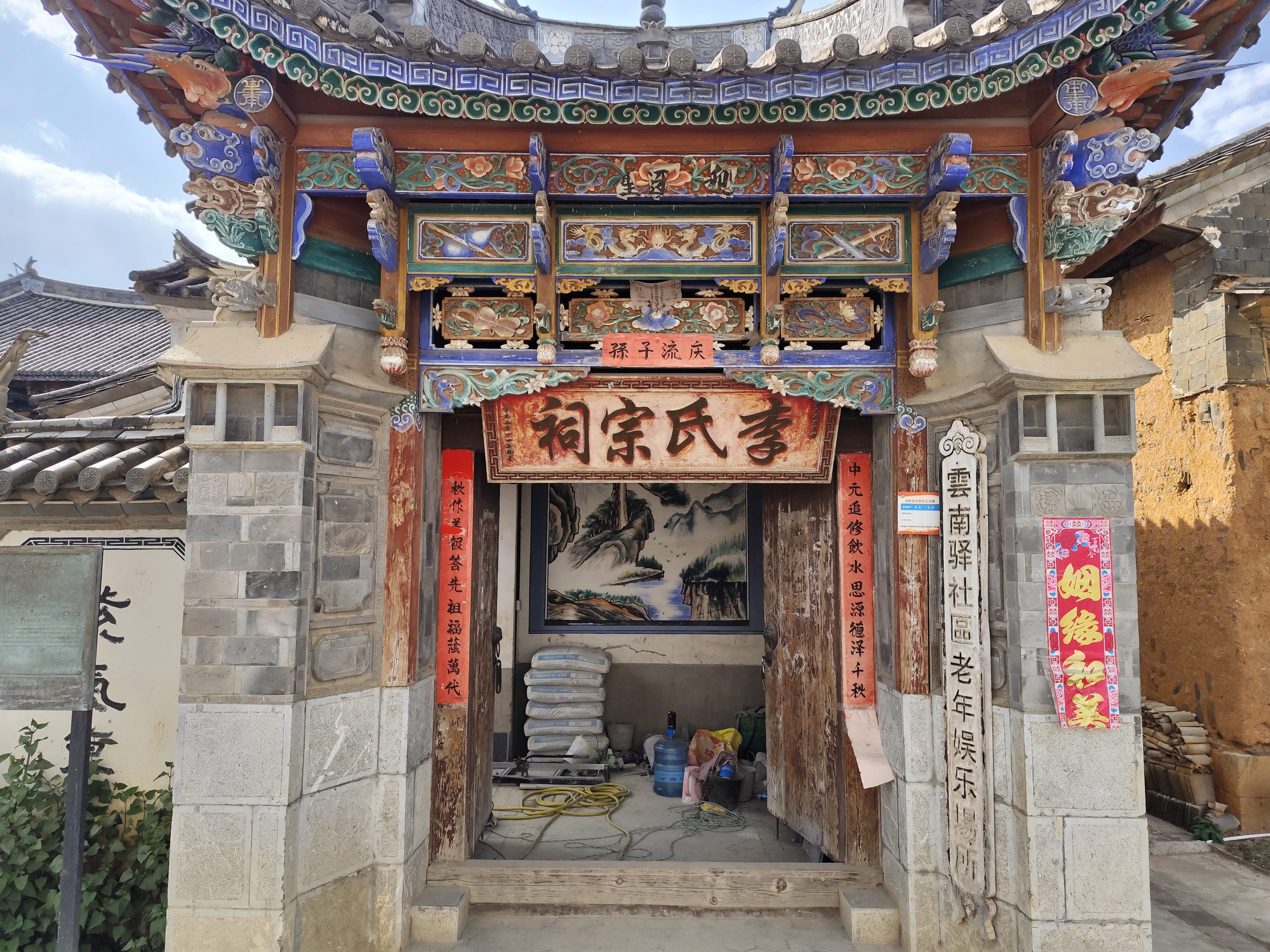
李氏宗祠
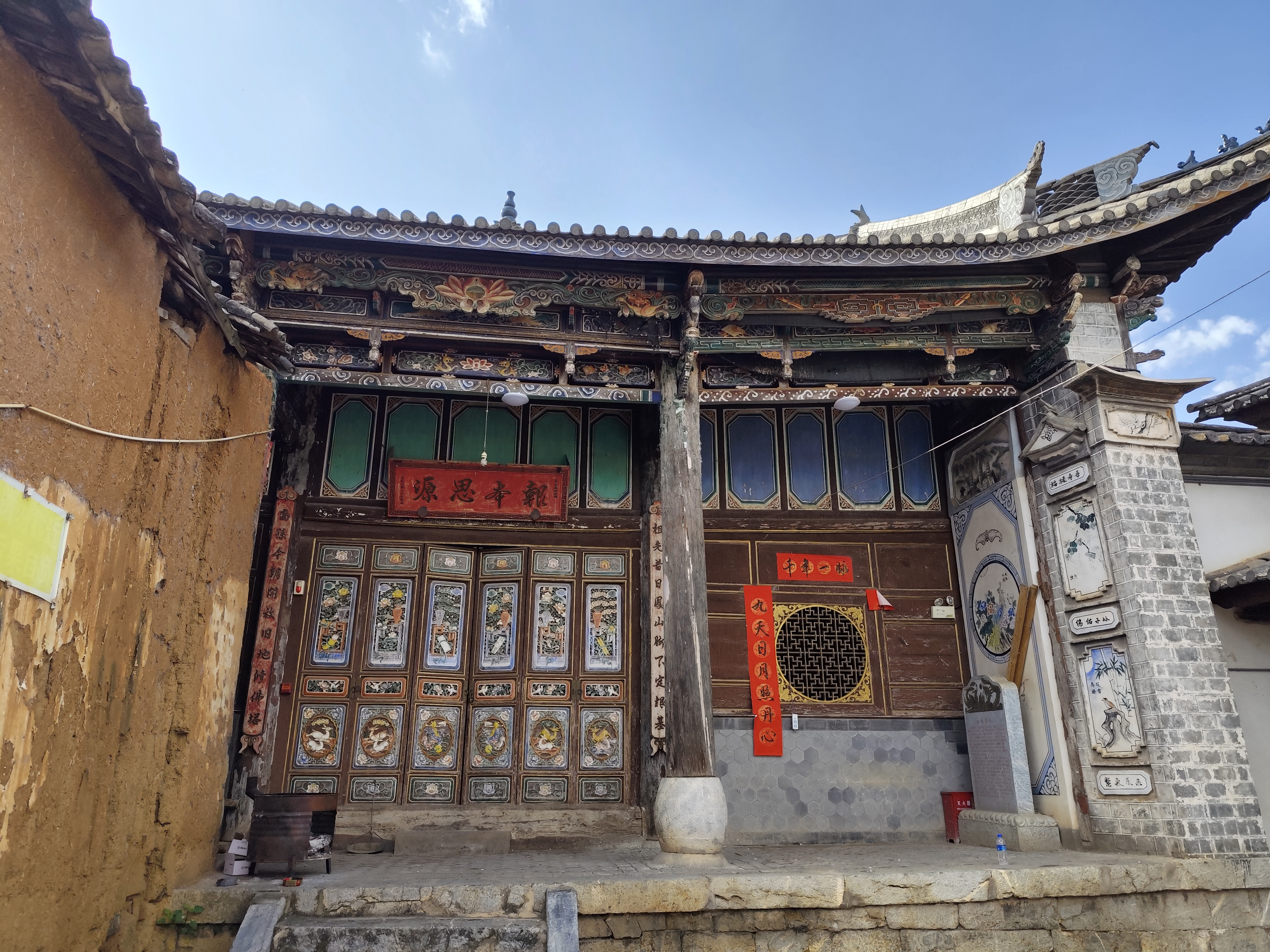
李氏宗祠
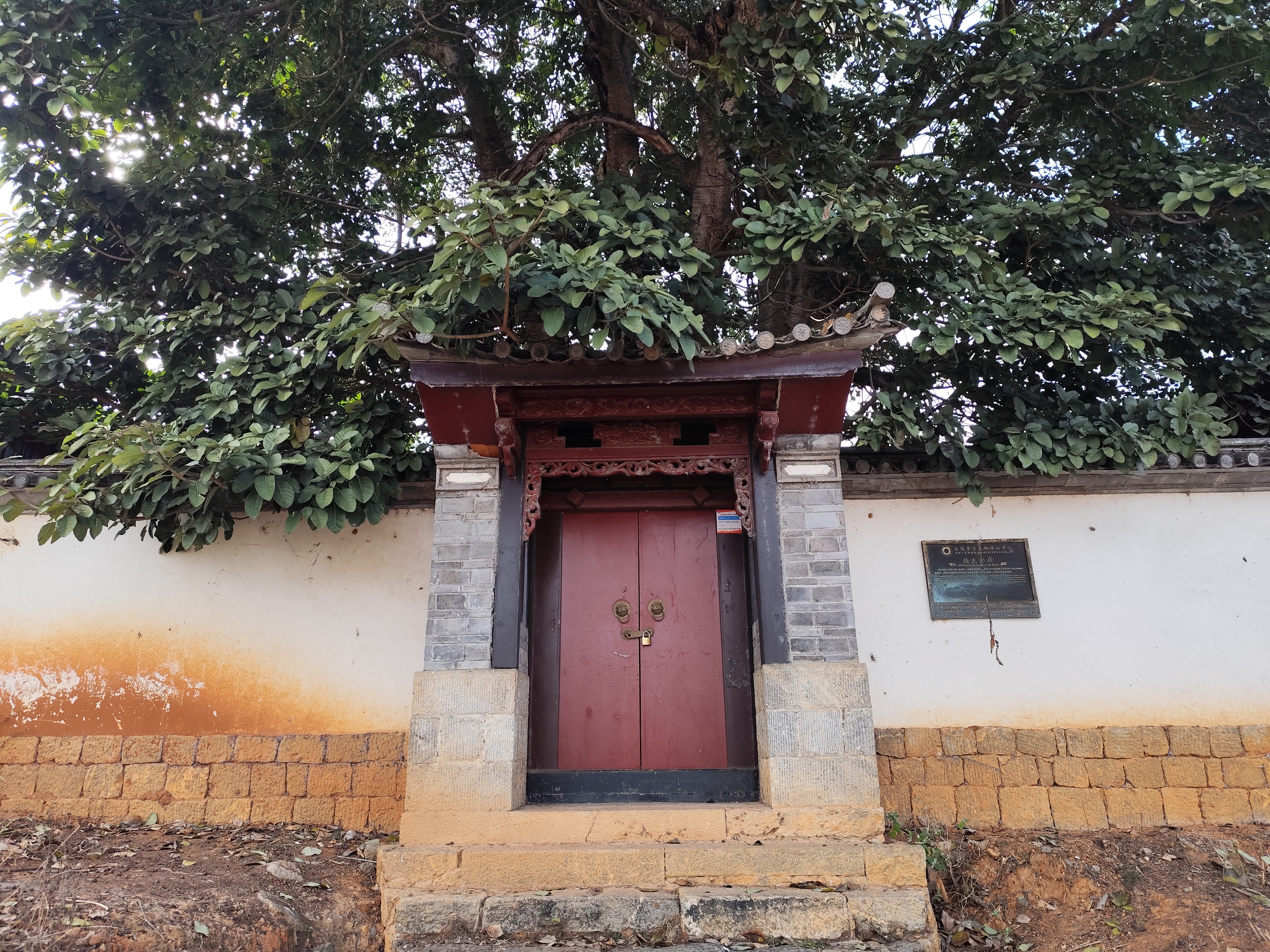
钱氏宗祠
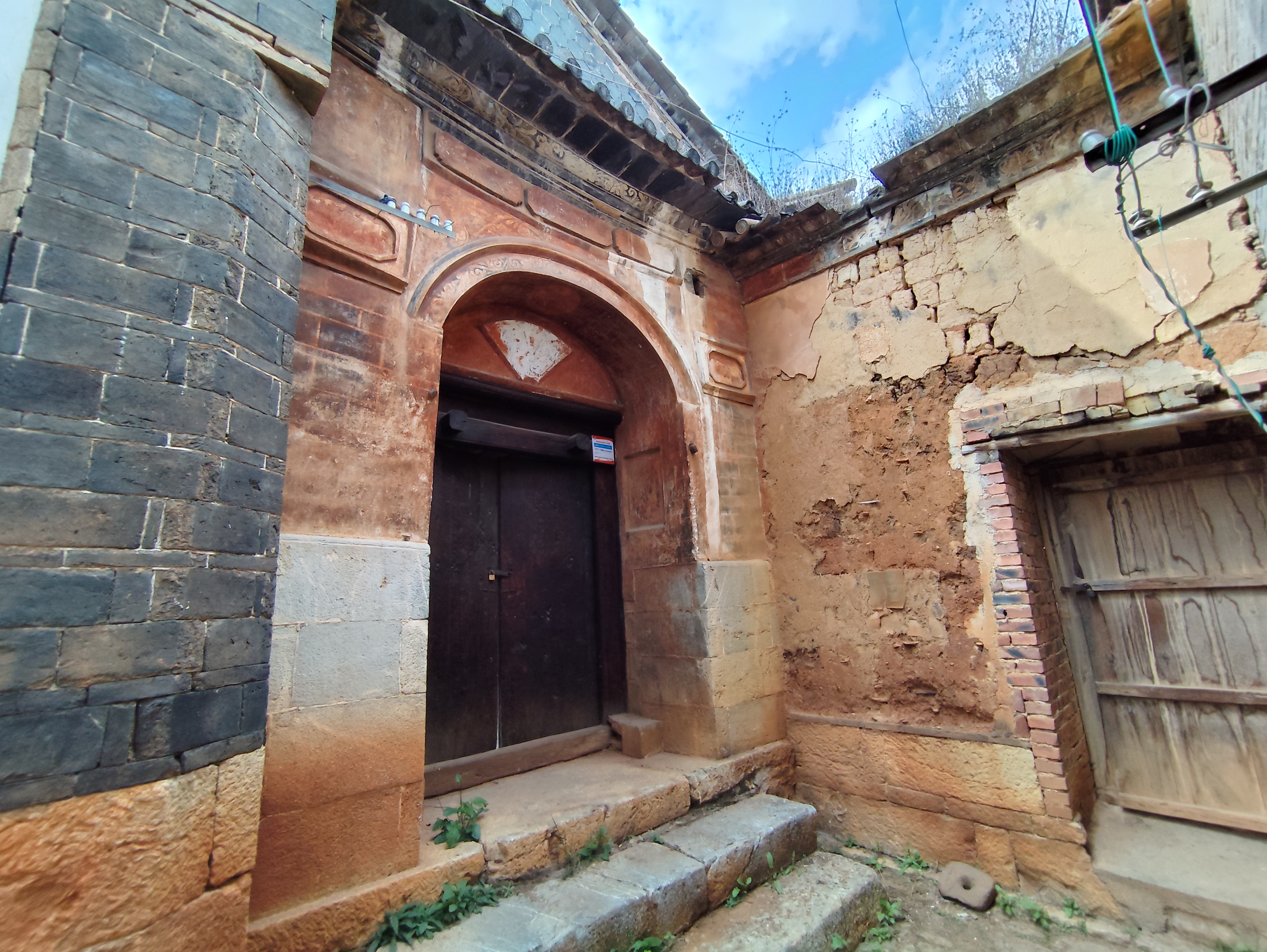
杨炳麟故居
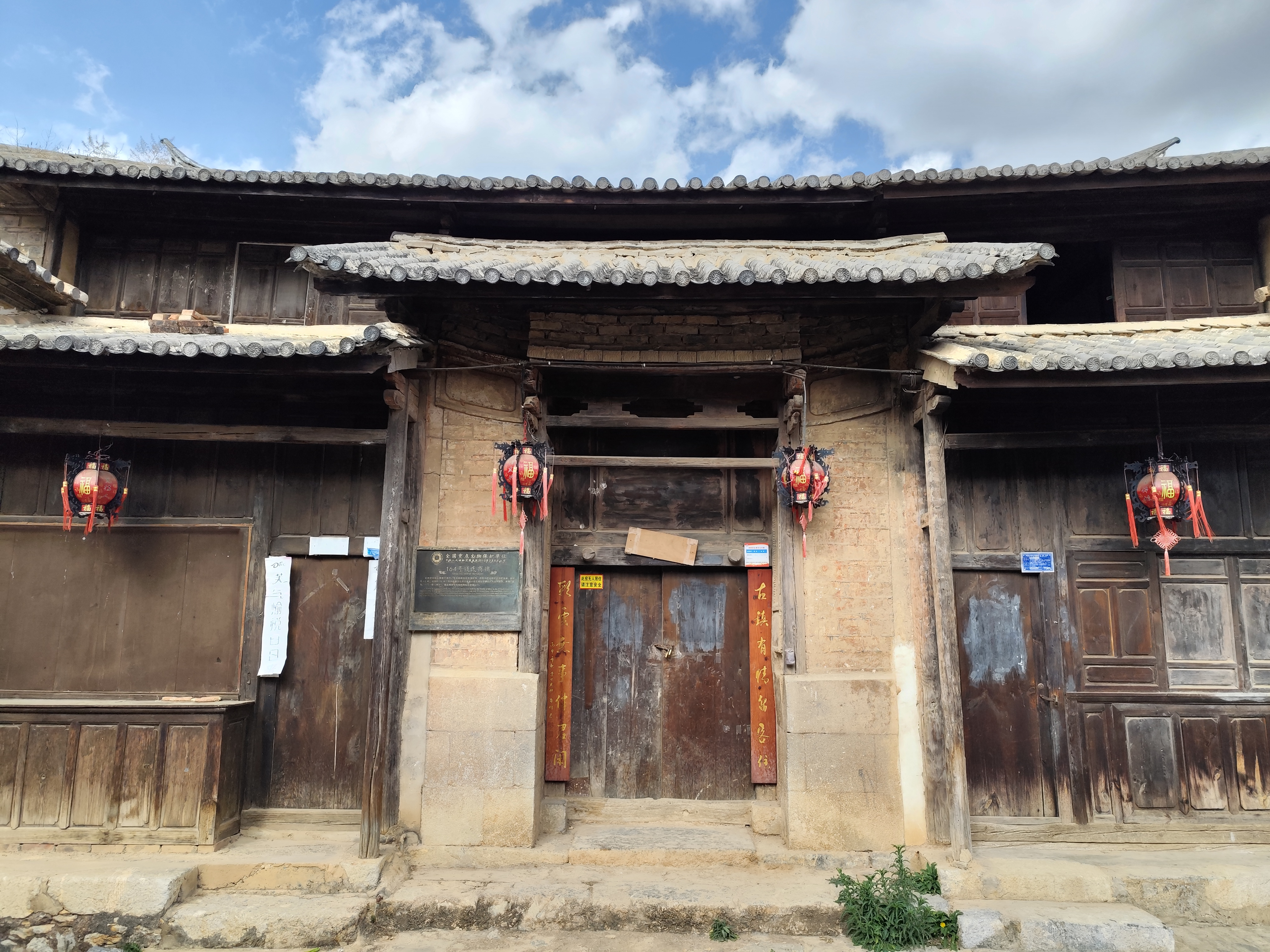
164号钱家商铺
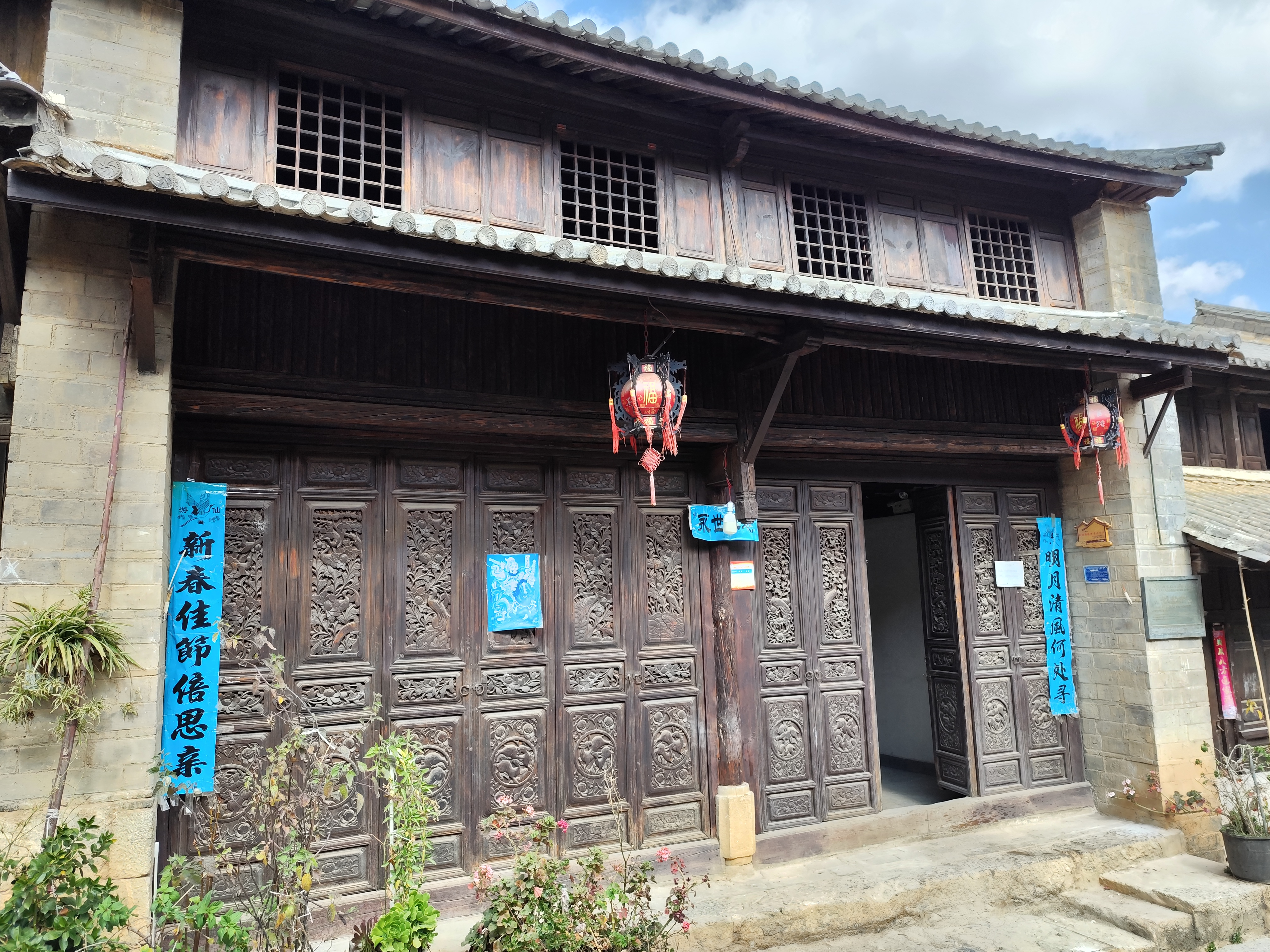
186号刘家商铺
大粮仓
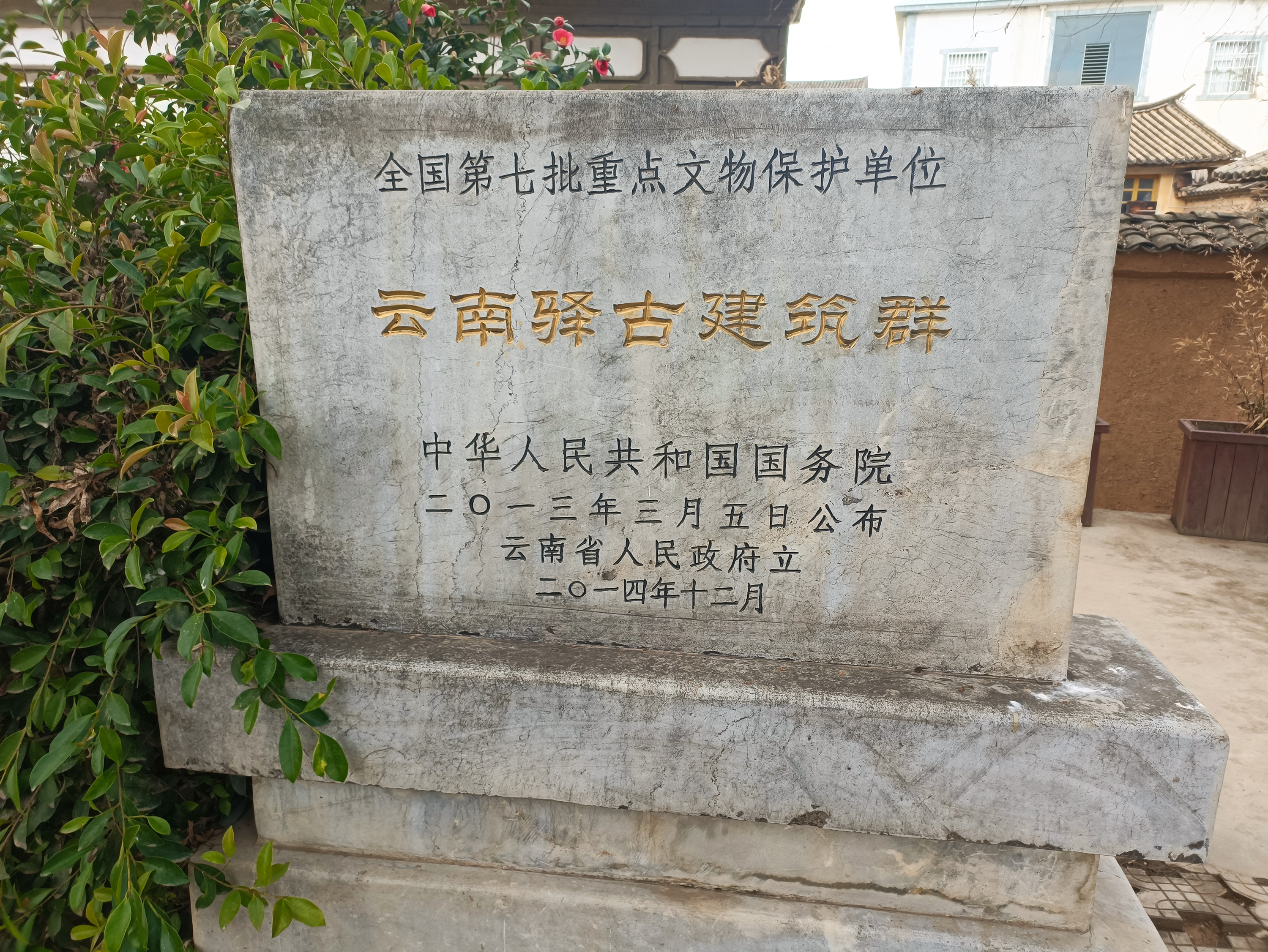
国保碑
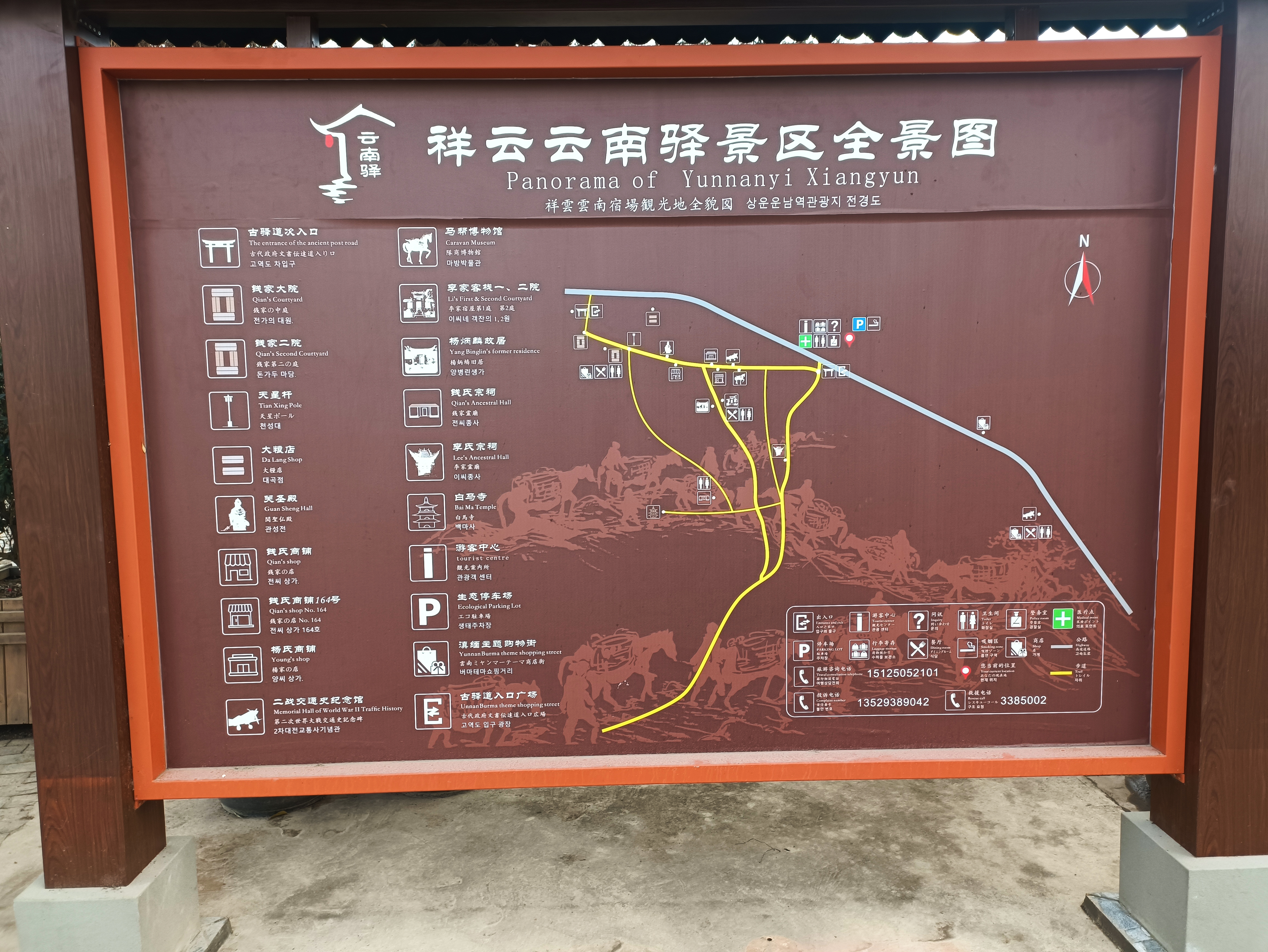
景区全景图